# Edward M. Bassett
Edward Murray Bassett (ur. 7 lutego 1863 w Brooklynie, zm. 27 października 1948 w Brooklynie) – amerykański polityk, członek Partii Demokratycznej.

## Działalność polityczna
W okresie od 4 marca 1903 do 3 marca 1905 przez jedną kadencję był przedstawicielem 5. okręgu wyborczego w stanie Nowy Jork w Izbie Reprezentantów Stanów Zjednoczonych.